# 包兰亭
包兰亭（英語：Joseph W. Ballantine，1888年7月30日—1973年1月29日），生于印度，美国外交官。

## 生平
包兰亭1888年出生于在印度的一個传教士家庭。1909年自安默斯特学院毕业后成为外交官。1911年起，历任美国驻神户副领事、驻横滨副总领事、驻台北副领事、驻大连领事、驻东京领事等职。
1930年曾任伦敦海军会议（London Naval Conference）美国代表团秘书。
1931年再次来到中国，出任美国驻广州总领事。1934年调任美国驻沈阳总领事，1937年离任。1944年后，历任美国国务院远东處處长、美国国务卿特别助理、东京国际法庭检查组顾问等职。
退休后，他任职于布鲁金斯学会，并在纽约大学任客座教授。
1973年1月逝世。

## 軼事
1945年包兰亭曾为《国家地理杂志》撰写了一系列以台湾为主题的文章。他还撰有《福尔摩沙：关于美国政策的一个难题》（Formosa: a Problem for United States Foreign Policy）等书。